# Quadricalcarifera opaca
Quadricalcarifera opaca är en fjärilsart som beskrevs av Turner 1922. Quadricalcarifera opaca ingår i släktet Quadricalcarifera och familjen tandspinnare. Inga underarter finns listade.